# Empogona reflexa
Empogona reflexa är en måreväxtart som först beskrevs av John Hutchinson, och fick sitt nu gällande namn av James Tosh och Elmar Robbrecht. Empogona reflexa ingår i släktet Empogona och familjen måreväxter.

## Underarter
Arten delas in i följande underarter:
- E. r. ivorensis
- E. r. reflexa